# M35 (astronomia)
M 35 (noto anche come Messier 35 o NGC 2168) è un brillante ammasso aperto visibile nella costellazione boreale dei Gemelli; fu scoperto da Philippe Loys de Chéseaux nel 1745 e riscoperto indipendentemente da John Bevis prima del 1750, poi catalogato da Charles Messier nel 1764.
Grazie alla sua vicinanza all'eclittica, è ben visibile da entrambi gli emisferi, sebbene gli osservatori dell'emisfero boreale siano privilegiati; spesso la Luna e i pianeti del sistema solare transitano di fronte a quest'ammasso, occultandolo o oscurandolo con la loro luce riflessa.

## Osservazione

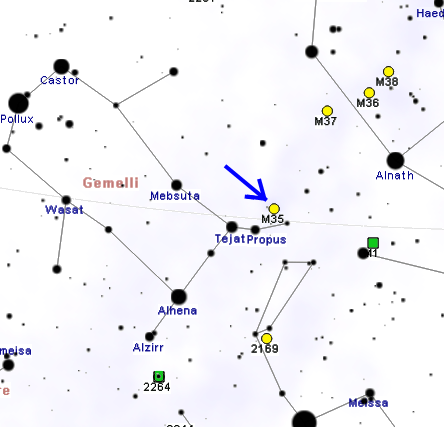
Mappa dei Gemelli con segnata la posizione di M35.

Il periodo più propizio per l'osservazione di quest'ammasso è quello coincidente con l'autunno e l'inverno boreali. Trovandosi vicinissimo all'eclittica, è visibile da tutta la Terra ad eccezione delle regioni antartiche; inoltre, a causa di questa posizione, viene frequentemente occultato dalla Luna o oscurato dalla brillantezza dei pianeti del nostro sistema solare.
M35 è visibile già a occhio nudo in condizioni molto favorevoli, e si può individuare con facilità, data la sua vicinanza in cielo alle tre stelle del "piede" dei Gemelli. Con piccoli strumenti è possibile risolvere le stelle più luminose, rivelando un gruppo quasi circolare di stelle uniformemente distribuite. Un binocolo 7x30 consente di iniziarne la risoluzione in stelle, mentre in un 10x50 già si contano una cinquantina di componenti; telescopi amatoriali di bassa potenza e ampia visuale (come un 90mm con oculari da 15mm) mostrano M35 al suo meglio, mentre con telescopi più potenti è possibile vedere anche un secondo ammasso più fioco, NGC 2158. In telescopi da 120-150mm le componenti osservabili diventano più di cento e l'ammasso appare completamente risolto.

### Occultazioni
A causa della posizione di M35 a soli 0,5° dall'eclittica, sono molto frequenti i transiti e le occultazioni da parte dei corpi del nostro sistema solare.
Capita frequentemente che la Luna transiti davanti a quest'ammasso, occultandolo completamente; si tratta di un fenomeno che viene seguito specialmente dagli astrofili, anche dotati di strumenti di osservazione ridotti, come un semplice binocolo o un piccolo telescopio.
Spesso anche i pianeti si avvicinano apparentemente alle stelle dell'ammasso, talvolta transitandovi in mezzo; ciò accade con più facilità con i pianeti a noi più vicini, come Mercurio, Venere e Marte. Quando questi fenomeni hanno luogo, M35 viene oscurato quasi completamente dalla brillantezza del pianeta che vi transita davanti.

## Storia delle osservazioni

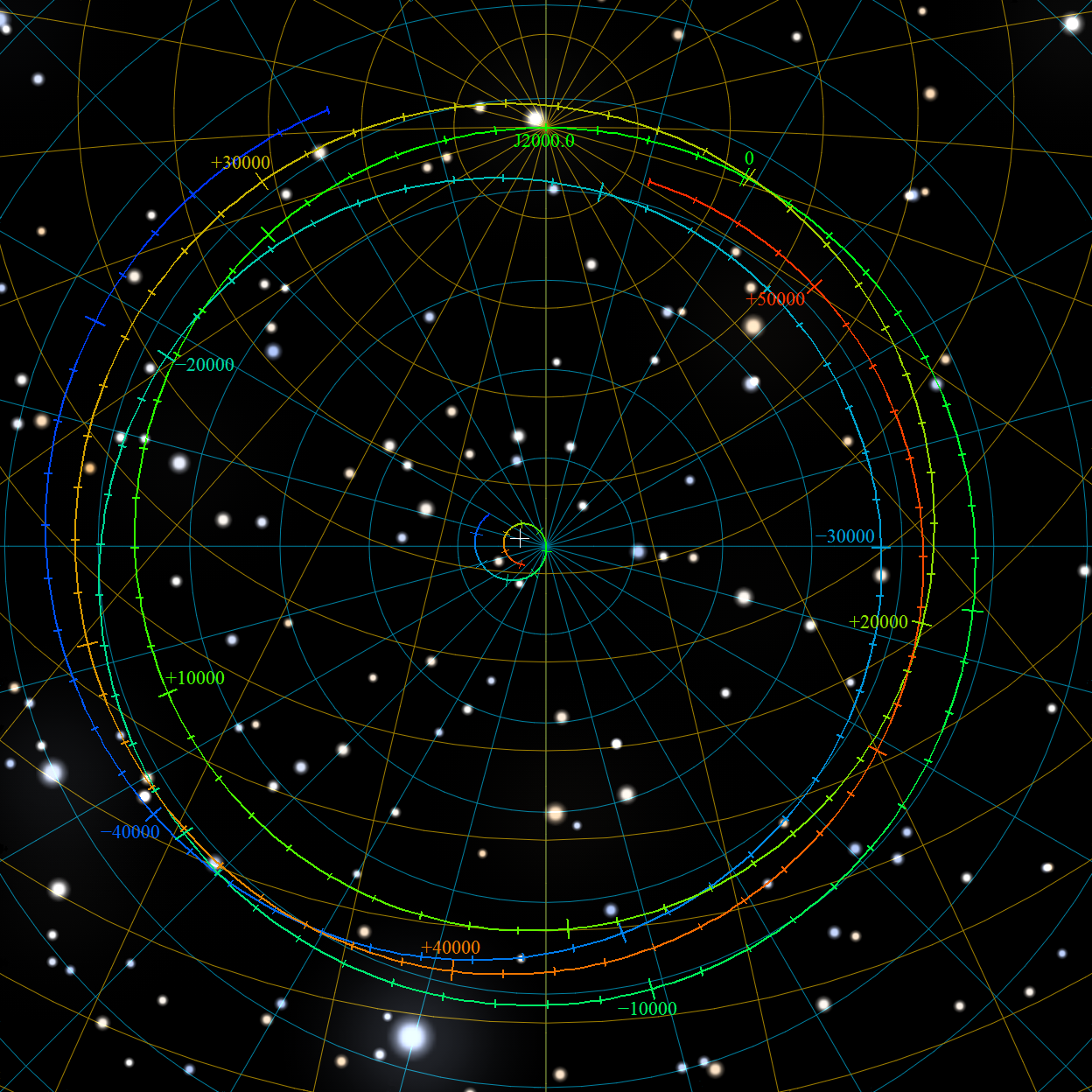
Moto di precessione e spostamento del polo nord celeste nel corso dei millenni; la stella luminosa in basso è Vega.

M35 fu osservato da Charles Messier il 31 agosto 1764, pochi anni dopo la sua scoperta ad opera di Philippe Loys de Chéseaux; fu in grado di risolverlo e lo indicò come un ammasso di stelle debolissime poste vicino al piede dei Gemelli. William Lassell, che lo osservò dai cieli di Malta lo indica come un oggetto meraviglioso.

### Decorso osservativo
A causa del fenomeno conosciuto come precessione degli equinozi, le coordinate celesti di stelle e costellazioni possono variare sensibilmente, a seconda della loro distanza dal polo nord e sud dell'eclittica.
M35 si trova a solo 0,5° a nord dell'eclittica, pertanto la sua visibilità nei due emisferi coincide quasi esattamente con l'altezza del Sole nel cielo a seconda delle varie stagioni: attualmente M35 si trova estremamente vicino alle 6h di ascensione retta, ossia nel punto più settentrionale che può raggiungere durante il ciclo precessionale; la sua declinazione è pertanto pari a circa 24°N, molto simile pertanto a quella di 23,5°N assunta dal Sole il giorno del solstizio d'estate boreale, attorno al 21 giugno.
Quando, fra circa 13000 anni, M35 si troverà alle 18h di ascensione retta, raggiungerà il punto più meridionale, parallelamente al tratto di eclittica che gli "transita" vicino: in quell'occasione, la sua declinazione sarà pari a 23°S, simile a quella assunta dal Sole al solstizio d'inverno, il 21-22 dicembre.

## Caratteristiche

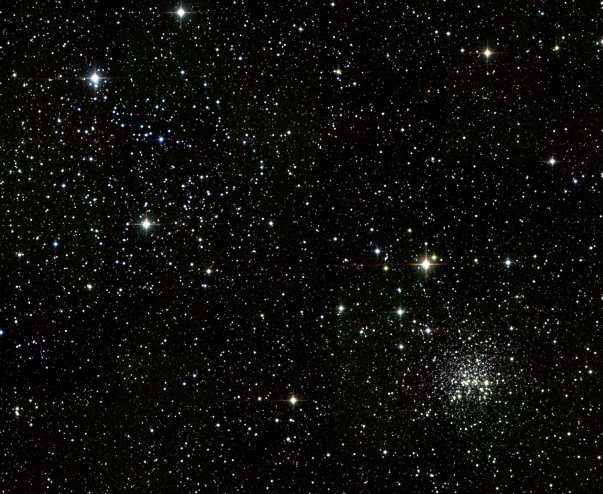
M35 è l'insieme di stelle in alto a sinistra, mentre in basso a destra c'è NGC 2158.

M35 misura apparentemente una trentina di primi d'arco e contiene circa 200 componenti comprese fra le magnitudini 8,3 e 13; la magnitudine integrata complessiva dell'ammasso è invece pari a 5,8; la componente più brillante è una gigante azzurra di classe spettrale B3, di magnitudine 8,2.
La distanza è stata stimata in circa 2800 anni luce, che equivalgono ad una dimensione reale di circa 24 anni luce di diametro; l'età è stata invece indicata sui 110 milioni di anni, il che spiega la presenza di alcune stelle di post-sequenza principale, in età avanzata ed evolute in giganti gialle e rosse, di classi spettrali G e K. La densità è elevata, pari a circa 6,21 stelle per parsec cubico nelle aree centrali e con una media di 0,7 stelle per parsec cubico. M35 si avvicina a noi ad una velocità di circa 5 km/s.

## Dinamiche
Le misurazioni del moto proprio delle stelle interne a M35 implicano una massa dell'ammasso compresa fra le 1600 e le 3200 masse solari entro 3,75 parsec di raggio a partire dal centro geometrico.
Basandosi sui dati del moto proprio ottenuti nel 1986, è stato studiato lo stato dinamico dell'ammasso. In M35 è evidente il fenomeno noto come segregazione di massa, tipico di molti altri ammassi aperti, come il Presepe; ciò ha aperto la strada ad alcune supposizioni, come quella secondo cui la concentrazione osservata in ammassi aperti molto giovani sarebbe la precursore di concentrazioni simili osservate in oggetti più vecchi.
La velocità radiale delle stelle componenti sarebbe indipendente dalla loro massa; ciò si adatta a quanto predetto dai modelli che includono gli effetti dei campi di marea galattica, ma differisce dalla relazione trovata per le Pleiadi e il Presepe. Si è suggerito che l'anomala relazione massa-velocità di questi ammassi sia causata da un complesso moto proprio multicomponente, mentre il tasso di dispersione di velocità radiale e tangenziale inteso come funzione di distanza dal centro dell'ammasso M35, in particolare, indicherebbe che i moti orbitali potrebbero essere caratterizzati da una distribuzione anisotropica.

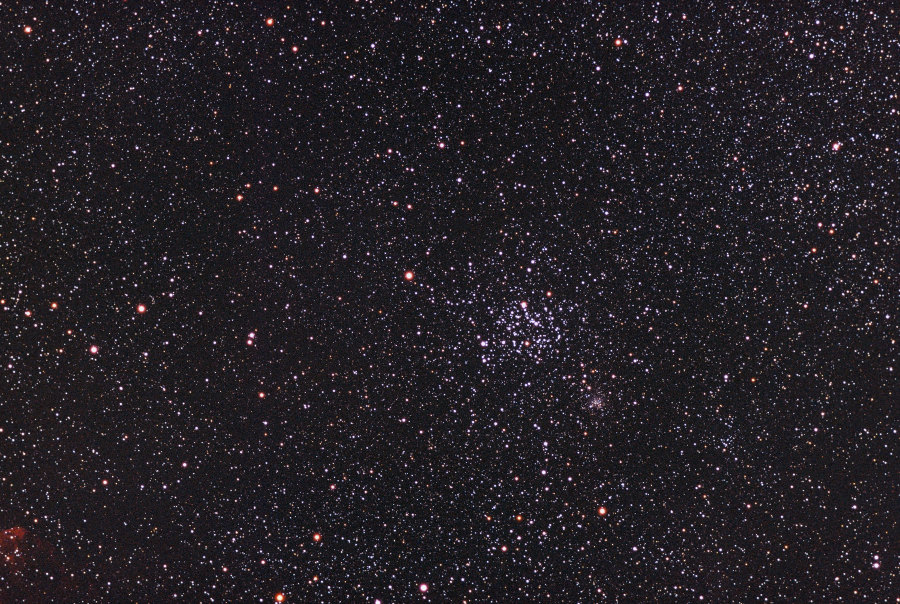
M35 a sinistra, NGC 2158 a destra

### Libri
- (EN) Stephen James O'Meara, Deep Sky Companions: The Messier Objects, Cambridge University Press, 1998, ISBN 0-521-55332-6.

### Carte celesti
- Toshimi Taki, Taki's 8.5 Magnitude Star Atlas, su geocities.jp, 2005. URL consultato il 7 novembre 2010 (archiviato dall'url originale il 5 novembre 2018). - Atlante celeste liberamente scaricabile in formato PDF.
- Tirion, Rappaport, Lovi, Uranometria 2000.0 - Volume I - The Northern Hemisphere to -6°, Richmond, Virginia, USA, Willmann-Bell, inc., 1987, ISBN 0-943396-14-X.
- Tirion, Sinnott, Sky Atlas 2000.0, 2ª ed., Cambridge, USA, Cambridge University Press, 1998, ISBN 0-933346-90-5.
- Tirion, The Cambridge Star Atlas 2000.0, 3ª ed., Cambridge, USA, Cambridge University Press, 2001, ISBN 0-521-80084-6.